# Скринька Пандори (Гайнлайн)
Скринька Пандори (англ. Pandora's Box) — розширення есе «Куди?» (1950) Роберта Гайнлайна написане 1965 року. Ще одне розширення було зроблене у 1980 році.
Включена до збірки «Нові світи Роберта Гайнлайна» (1980).